# Droué
Droué település Franciaországban, Loir-et-Cher megyében. Lakosainak száma 1027 fő (2022. január 1.). Droué Bouffry, Boursay, La Chapelle-Vicomtesse, La Fontenelle, Le Poislay és Vald'Yerre községekkel határos.

## Népesség
A település népességének változása:
| Lakosok száma | 1065 | 1322 | 1353 | 1134 | 1013 | 986  | 992  | 1009 | 1013 | 1027 |
|               | 1968 | 1982 | 1990 | 2006 | 2013 | 2015 | 2017 | 2019 | 2020 | 2022 |